# Qila Mubârak
Le Qila Mubârak (pendjabi : ਕ਼ਿਲਾ ਮੁਬਾਰਕ, hindi : क़िला मुबारक, ourdou : قلعہ مبارک), également appelé  fort de Bathinda, est un palais fortifié situé à Bathinda, chef-lieu du district de Bathinda, dans l’État du Pendjab en Inde.

## Histoire
Les briques qui le constituent date de l'Empire kouchan (Ier siècle av. J.-C. — IIIe siècle), le premier pays bouddhiste. Construit sous le règne de Kanishka (règne, 127 — 163) et de Raja Dab de l'Empire kouchan, afin de se protéger des invasions des Huns.[réf. nécessaire]
Sa forme actuelle date  des environs de 1100-1200, et c'est le plus ancien fort d'Inde.[réf. nécessaire]
En 1754, la ville est capturée[réf. nécessaire] par le Jat, Maharaja Baba Ala Singh (1695-1765), dirigeant de l'État de Patiala.
La version actuelle est construite à partir de 1763 par Bâbâ Âlâ Singh. Elle comporte un important nombre de peintures murales de l'art indien et sikh. Ces décorations représentent une synthèse des symboles classiques de royautés indiennes, mélangeant des références rajputs et mogholes, utilisées afin d’asseoir la légitimité de la dynastie sikh.

## Galerie

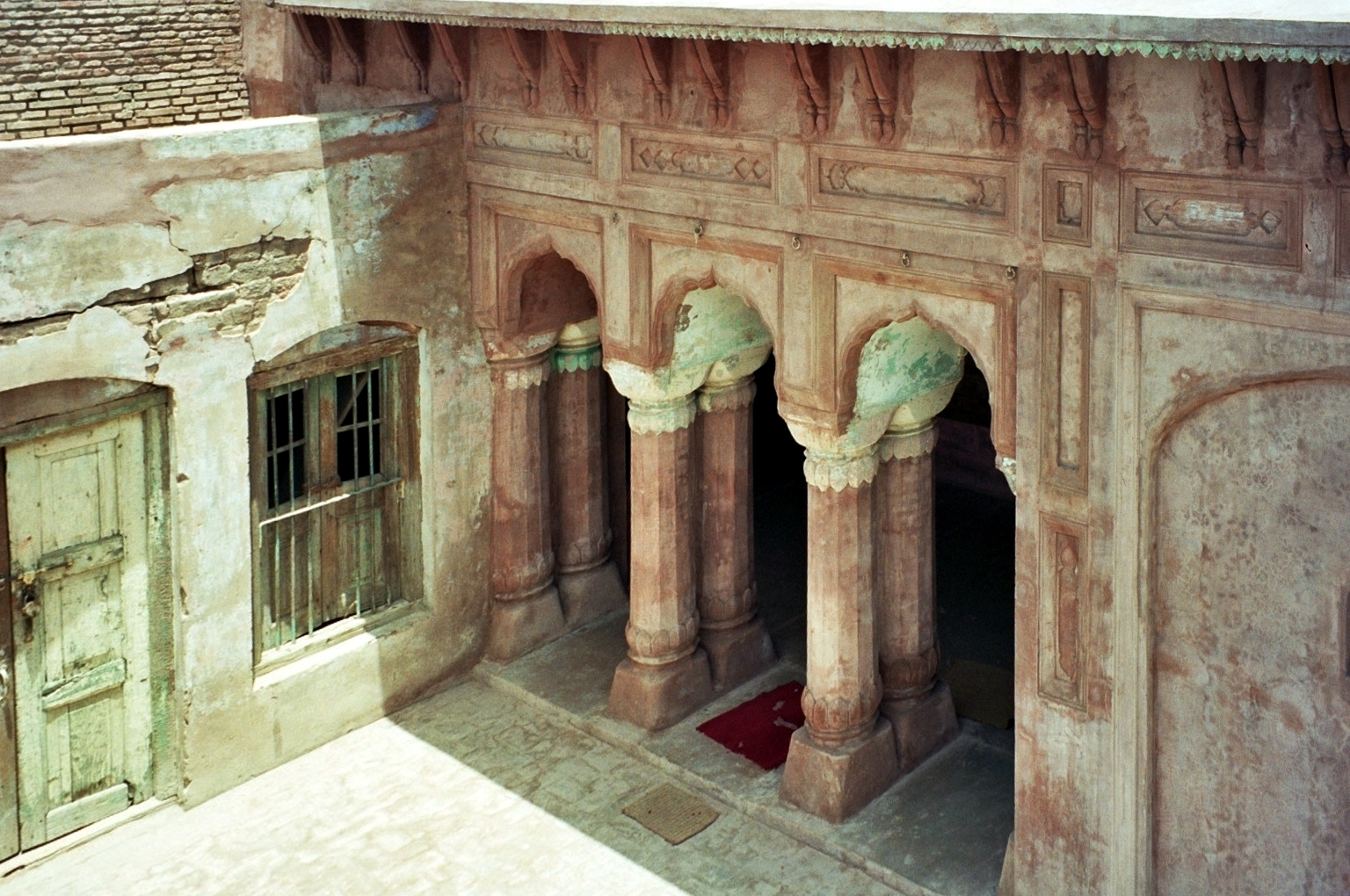
Véranda
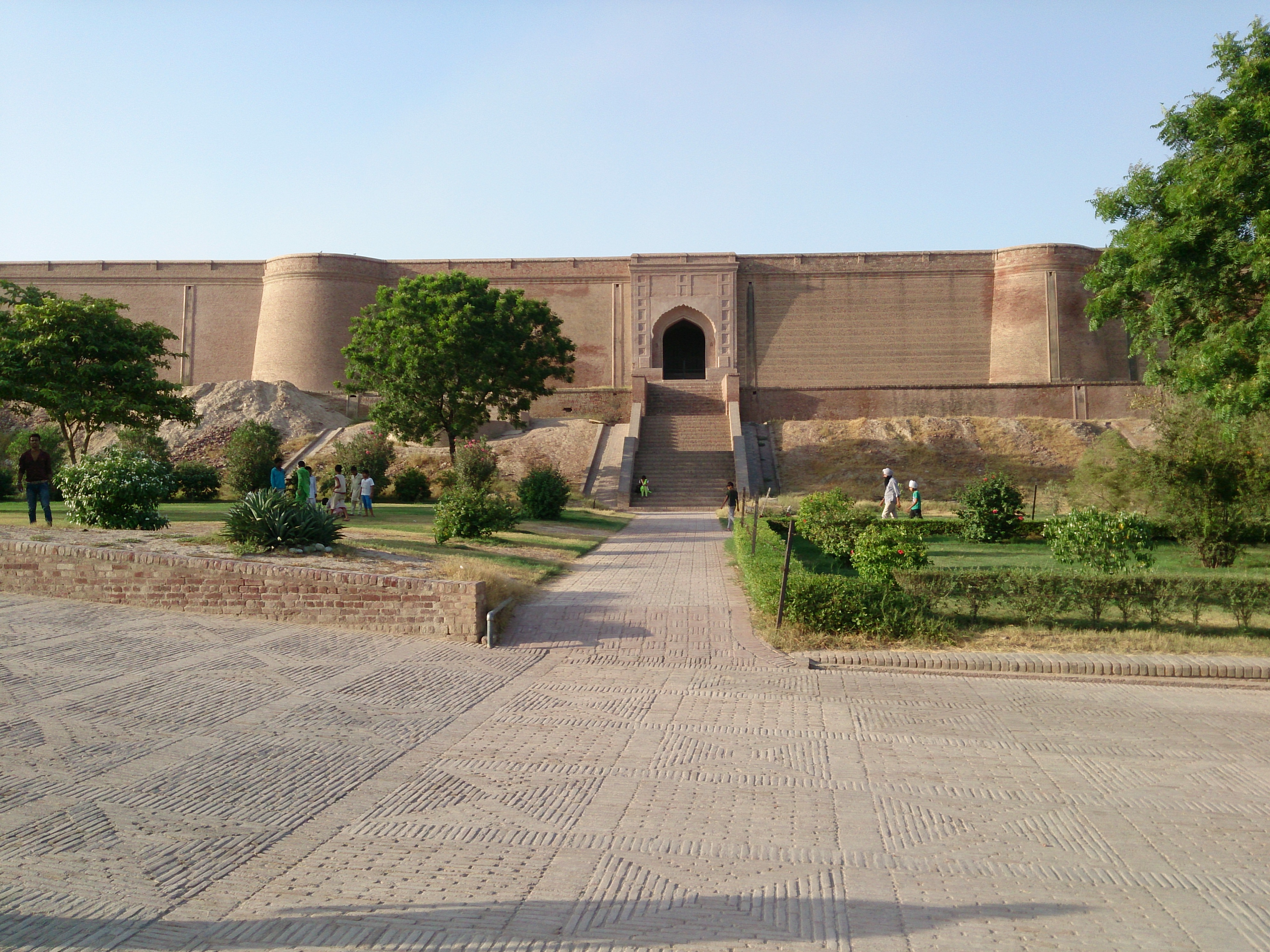
Porte du fort depuis la cour
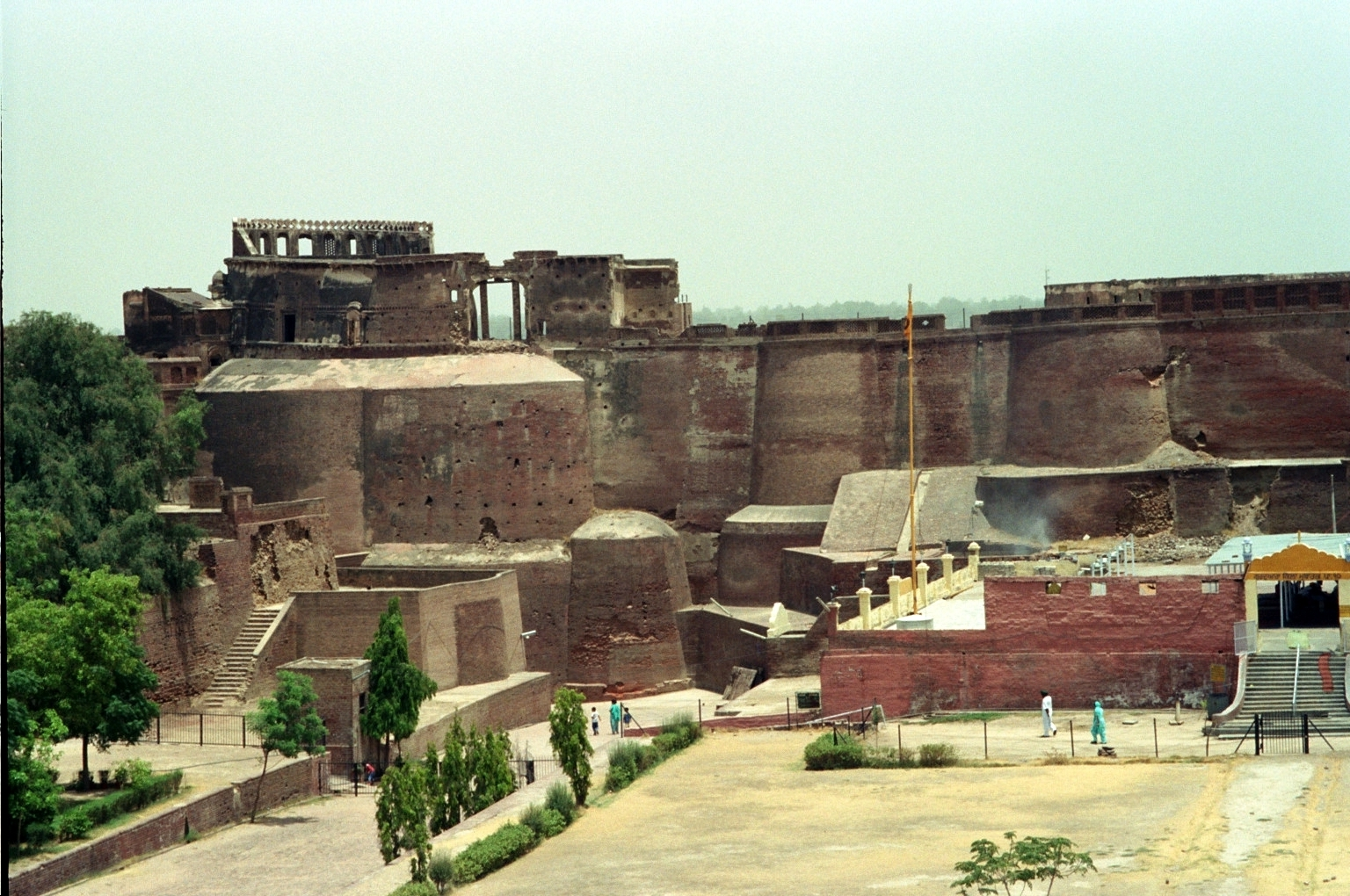
Vue intérieure du fort
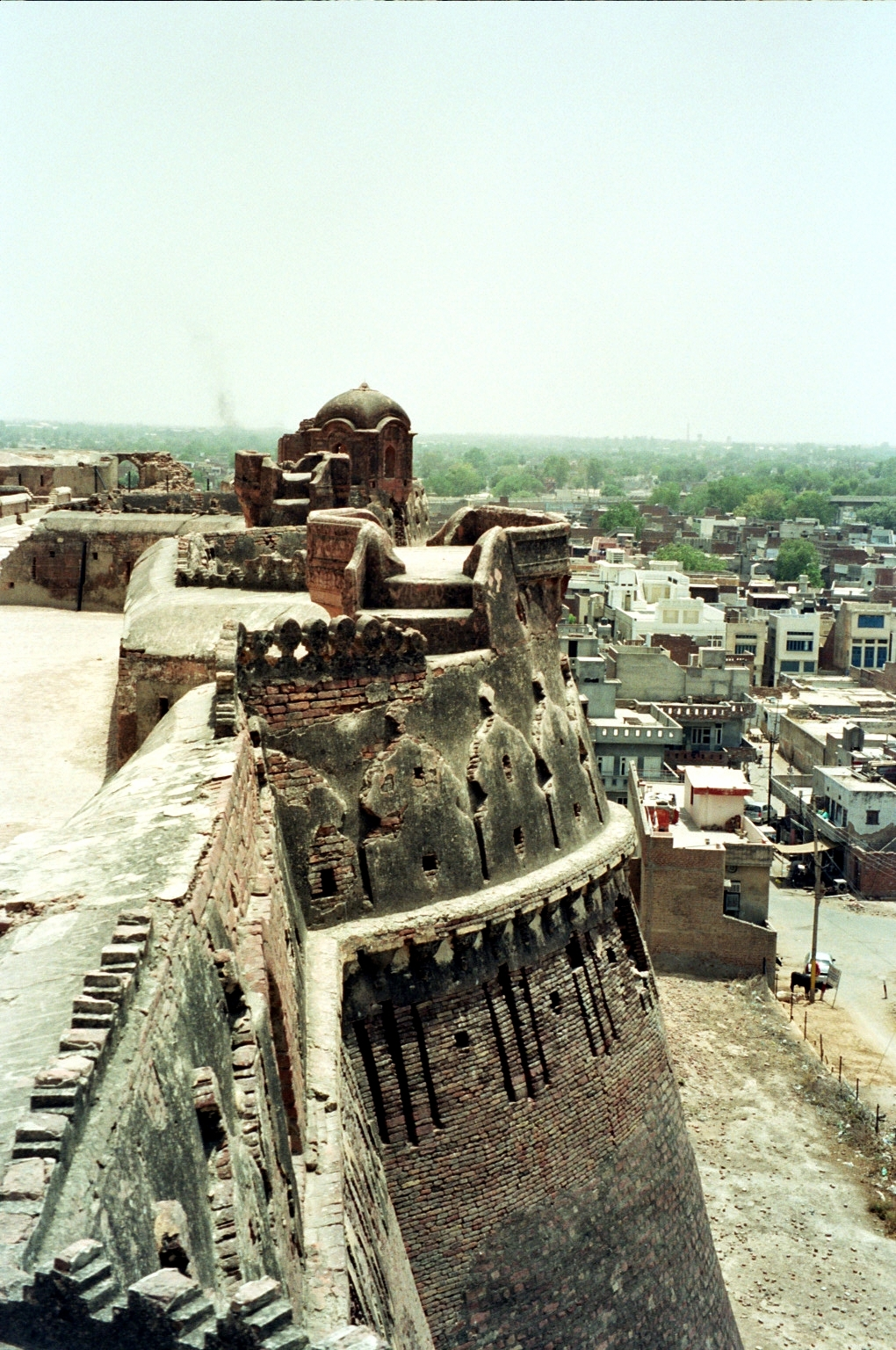
Vue de la plus haute terrasse